# Peter Kahane
Peter Klement Kahane (Praga, 30 maggio 1949) è un regista e sceneggiatore tedesco.

## Biografia
Peter Kahane, figlio del giornalista Max Kahane e dell’artista Doris Kahane, nacque a Praga, poiché il padre lavorava lì come corrispondente estero, ha un fratello maggiore: Tamás Kahane (compositore) e una sorella minore:Anetta Kahane (scrittrice).
Trascorse la sua infanzia a Berlino Est dal 1950 fino all’età di otto anni. Successivamente si trasferì con la famiglia in India, dove il padre era impiegato come corrispondente per l’Asia. Nel 1959 Peter Kahane tornò nella DDR (Repubblica Democratica Tedesca) e visse per cinque anni in un convitto per studenti a Cöthen, un quartiere della città di Falkenberg nel Brandeburgo. 
Tornò a Berlino, dove nel 1967 conseguì il diploma alla scuola superiore EOS Heinrich Schliemann, completando contemporaneamente un apprendistato come fabbro per impianti di refrigerazione, ottenendo così il certificato di operaio specializzato – una particolarità del sistema scolastico della DDR di quel periodo.
Dopo il servizio militare di base svolto nell'NVA (Armata Popolare Nazionale) tra il 1974 e il 1975, studiò fino al 1979 presso l'Accademia per cinema e televisione della DDR, specializzandosi in regia. Per il suo film di diploma, il documentario di 20 minuti Trompete, Glocke, letzte Briefe, ricevette nel 1978 il Premio FIPRESCI al Festival Internazionale del Cinema di Lipsia.
Dopo la laurea, debuttò nel lungometraggio nel 1983 con Weiberwirtschaft. I suoi film successivi, Ete und Ali (1985) e Vorspiel (1987), offrirono uno sguardo realistico sulla vita quotidiana della gioventù nella DDR. Nel suo ultimo film girato nella DDR, Die Architekten, Peter Kahane descrive in modo impietoso il senso di oppressione e di fallimento che caratterizzava la sua generazione, nonostante tutti gli sforzi per cambiare la realtà. Le riprese iniziarono già nel settembre 1989, ma il film uscì nei cinema della DDR solo nel maggio 1990.
Nel 2023 è stato membro della giuria della Berlinale per il Premio Heiner Carow, assegnato nella sezione Perspektive Deutsches Kino.

## Filmografia
- Ete und Ali - regia (1985)
- Vorspiel - regia e sceneggiatura (1987)
- Die Architekten - regia (1990)
- Cosimas Lexikon - regia (1992)
- Polizeiruf 110 - serie TV- sceneggiatura (1994-2006)
- Stubbe - Von Fall zu Fall - serie TV (1995-2014)
- Bis zum Horizont und weiter - regia (1998)
- Ein Vater für Klette - film TV- regia e sceneggiatura (2003)
- Das blaue Wunder - film TV- regia e sceneggiatura (2004)
- Eine Liebe in Königsberg - regia (2006)
- Die Rote Zora - regia e sceneggiatura (2008)
- Stubbe – Von Fall zu Fall: Tödliche Hilfe - film TV - sceneggiatura (2021)